# Thomas Ahrens
Thomas Ahrens (født 27. maj 1948 i Mölln, Tyskland), er en tysk tidligere roer.
Ahrens var styrmanden i Tysklands otter, der vandt sølv ved OL 1964 i Tokyo. Den tyske båd sikrede sig sølvet efter en finale, hvor USA vandt suverænt guld, mens Tjekkoslovakiet fik bronze. Roerne i tyskernes båd var Klaus Bittner, Karl-Heinrich von Groddeck, Hans-Jürgen Wallbrecht, Klaus Aeffke, Klaus Behrens, Jürgen Schröder, Horst Meyer og Jürgen Plagemann. Han var også med til at vinde guld ved VM 1962 i Luzern, samt ved EM i både 1963 og 1964.

## OL-medaljer
- 1964:  Sølv i otter